# Michael Ammermüller
Michael Ammermüller (Pocking, 14 febbraio 1986) è un pilota automobilistico tedesco, ha vinto tre volte consecutivamente, dal 2017 al 2019 la Porsche Supercup e nel 2020 ha trionfato nella Maestri ADAC GT.
Tra il 2006 e il 2007 è stato collaudatore del team di Formula 1, Red Bull Racing. Con il team austriaco ha preso parte alle ultime tre prove libere della Stagione 2006.

## Carriera

### Formule Renault e GP2

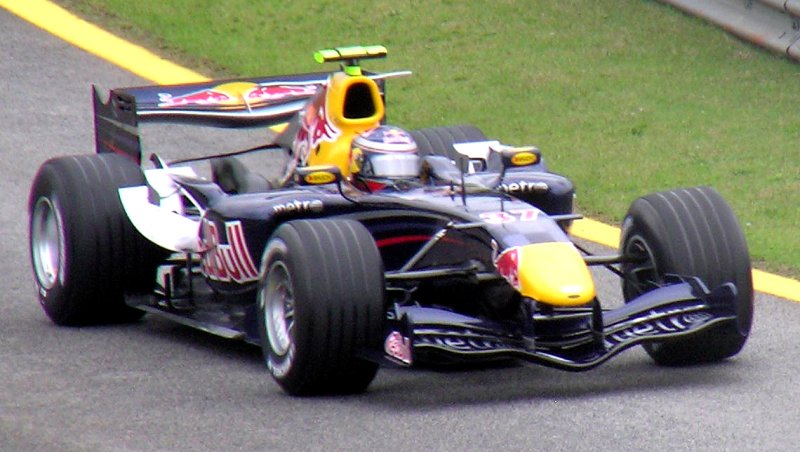
Ammermuller durante le prove libere del Gran Premio del Brasile 2006 con la Red Bull RB2

La carriera di Ammermuller inizia nel 2004 quando debutta in Formula Renault. Nell'Eurocup arriva undicesimo, mentre nella Formula Renault tedesca giunge terzo. Contemporaneamente partecipa anche alla Formula Renault italiana, dove conquista per due volte la pole position, ma non giunge mai a punti.
L'anno successivo Ammermuller si lega al team Jenzer Motorsport partecipando alla Formula Renault tedesca e alla Eurocup. In entrambe le due serie diventa vice campione dietro al pilota nipponico Kamui Kobayashi.
Nel 2006 prede parte alla GP2 Series correndo per il team di Christian Horner, l'Arden International. Ottiene la vittoria nella seconda gara stagionale a Valencia, mentre arriva secondo nella prima corsa d'Imola dietro l'italiano Gianmaria Bruni e arriva terzo a Barcellona dietro Alexandre Prémat e Lewis Hamilton. Chiude la sua prima stagione al undicesimo posto. L'anno seguente rimane nella serie passando al team ART Grand Prix.  Durante il primo round della stagione a Sakhir subisce un infortuno al polso e salta il round di Barcellona dove viene sostituito da russo Mikhail Aleshin. Il pilota tedesco salta anche la corsa di Montecarlo e torna per correre il round di Magny-Cours e Silverstone.  Dopo la corsa in Inghilterra  Ammermuller si ferma ancora e viene sostituito per tutto il resto della stagione da Sébastien Buemi. 
Nel settembre del 2006 prende parte al suo primo test con una vettura di Formula 1, Ammermüller scende sul Circuito di Jerez con il team Red Bull Racing. A fine mese viene annunciato come collaudatore del team austriaco, a fine anno partecipa a tre prove libere ufficiali, la prima nel Gran Premio di Cina, la seconda in Giappone mentre l'ultima nel Gran Premio del Brasile.

### Porsche Supercup e ADAC GT Masters

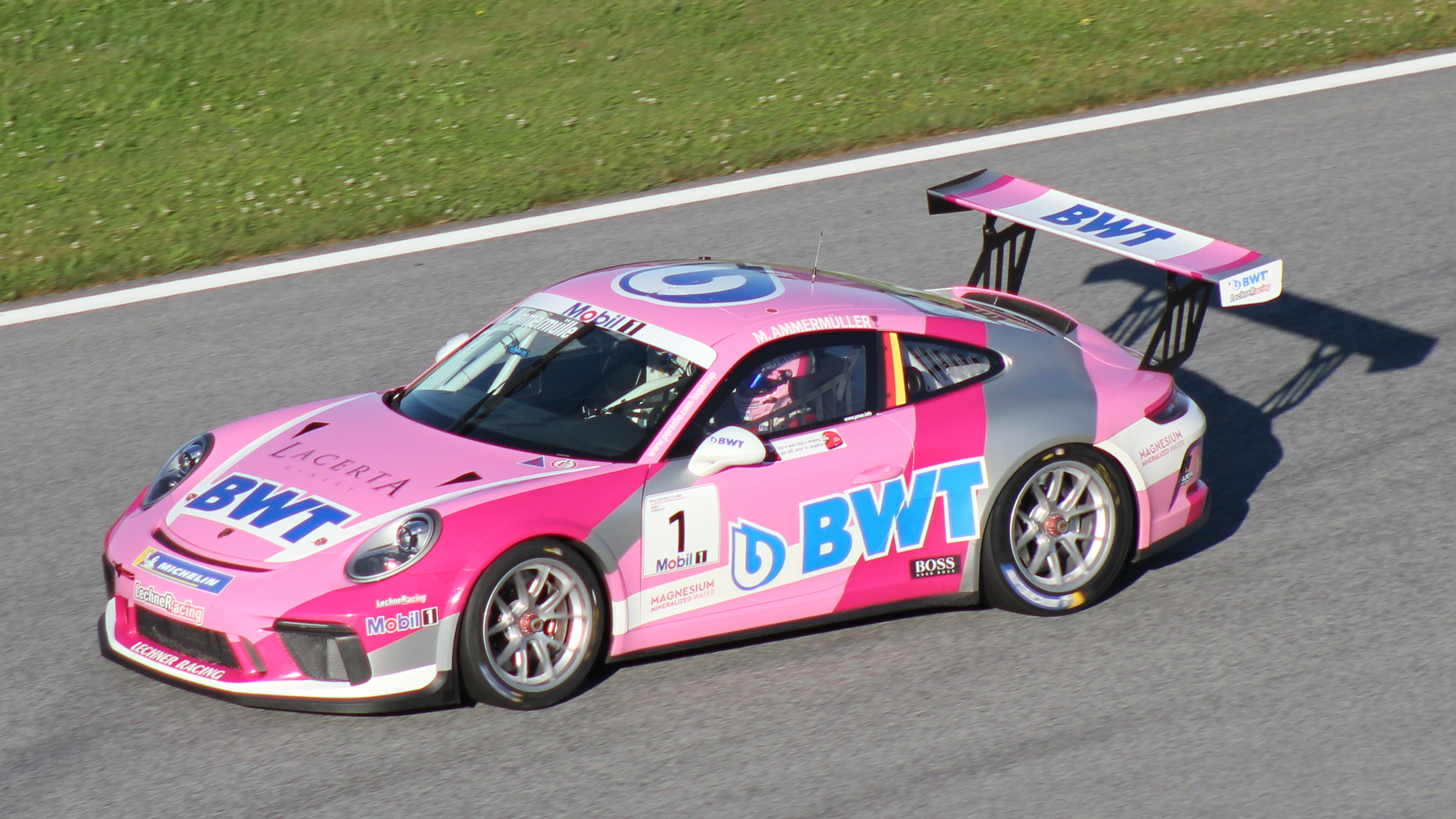
Michael Ammermüller nel 2019 durante un round della Porsche Supercup

Nel 2010 lascia le corse in monoposto per correre nel ADAC GT Masters per le due stagioni successive. Dal 2012 esordisce nella Porsche Supercup, lo stesso anno arriva secondo nella 24 Ore del Nürburgring. Nei tre anni successivi nella serie Supercup ottiene tre terzi posti consecutivi in classifica finale. Nel 2017 finalmente arriva la vittoria nella sere, Ammermüller si laurea campione davanti a Dennis Olsen e Matt Campbell. L'anno seguente ottiene una sola vittoria nella serie ma grazie alla sua ottima costanza di risultati riesce a conservare il suo titolo davanti a Nick Yelloly e Thomas Preining. Nel 2019 ottiene il terzo successo consecutivo nella serie, il pilota tedesco ottiene beh quattro vittorie e conclude davanti a Ayhancan Güven e Julien Andlauer.
Nel 2020 torna nella ADAC GT Masters correndo sempre guidando la Porsche in coppia con Christian Engelhart. L'equipaggio tutto tedesco ottiene tre vittorie e si laureano campioni davanti al duo formato da Luca Stolz e Maro Engel. Per Michael è il quarto titolo consecutivo. L'anno seguente continua nella serie correndo al fianco di Mathieu Jaminet, il duo ottiene quattro vittorie ma Ammermüller non riesce a confermarsi campione, si deve accontentare del secondo posto dietro a Ricardo Feller e Christopher Mies. Lo stesso anno prende parte a due round del DTM sempre con la Porsche 911 GT3 R del team.

## Risultati

### GP2
| Anno | Scuderia            | 1   | 2   | 3   | 4   | 5   | 6   | 7   | 8   | 9   | 10  | 11  | 12  | 13  | 14  | 15  | 16  | 17  | 18  | 19  | 20  | 21  | Punti | Pos. |
| ---- | ------------------- | --- | --- | --- | --- | --- | --- | --- | --- | --- | --- | --- | --- | --- | --- | --- | --- | --- | --- | --- | --- | --- | ----- | ---- |
| 2006 | Arden International | VAL | VAL | SMR | SMR | EUR | EUR | ESP | ESP | MON | GBR | GBR | FRA | FRA | GER | GER | HUN | HUN | TUR | TUR | ITA | ITA | 25    | 11º  |
| 2006 | Arden International | 7   | 1   | 2   | Rit | 10  | 6   | 3   | 8   | 7   | Rit | Rit | 12  | 8   | 9   | Rit | Rit | 11  | 13  | Rit | 12  | Rit | 25    | 11º  |
| 2007 | ART Grand Prix      | BHR | BHR | ESP | ESP | MON | FRA | FRA | GBR | GBR | EUR | EUR | HUN | HUN | TUR | TUR | ITA | ITA | BEL | BEL | VAL | VAL | 1     | 26º  |
| 2007 | ART Grand Prix      | 10  | 7   |     |     |     | Rit | 19  | 10  | 12  |     |     |     |     |     |     |     |     |     |     |     |     | 1     | 26º  |

### Formula 1
| 2006 | Scuderia | Vettura |  |  |  |  |  |  |  |  |  |  |  |  |  |  |  |    |    |    |  | Punti | Pos. |
| ---- | -------- | ------- |  |  |  |  |  |  |  |  |  |  |  |  |  |  |  | -- | -- | -- |  | ----- | ---- |
| 2006 | Red Bull | RB2     |  |  |  |  |  |  |  |  |  |  |  |  |  |  |  | SP | SP | SP |  |       |      |

| Legenda | 1º posto     | 2º posto | 3º posto    | A punti         | Senza punti/Non class.  | Grassetto – Pole position Corsivo – Giro più veloce |
| Legenda | Squalificato | Ritirato | Non partito | Non qualificato | Solo prove/Terzo pilota | Grassetto – Pole position Corsivo – Giro più veloce |